# Tifoseria della Casertana Football Club
In questa voce sono riportate informazioni relative alla storia ed evoluzione della tifoseria della Casertana Football Club, società calcistica italiana con sede a Caserta.

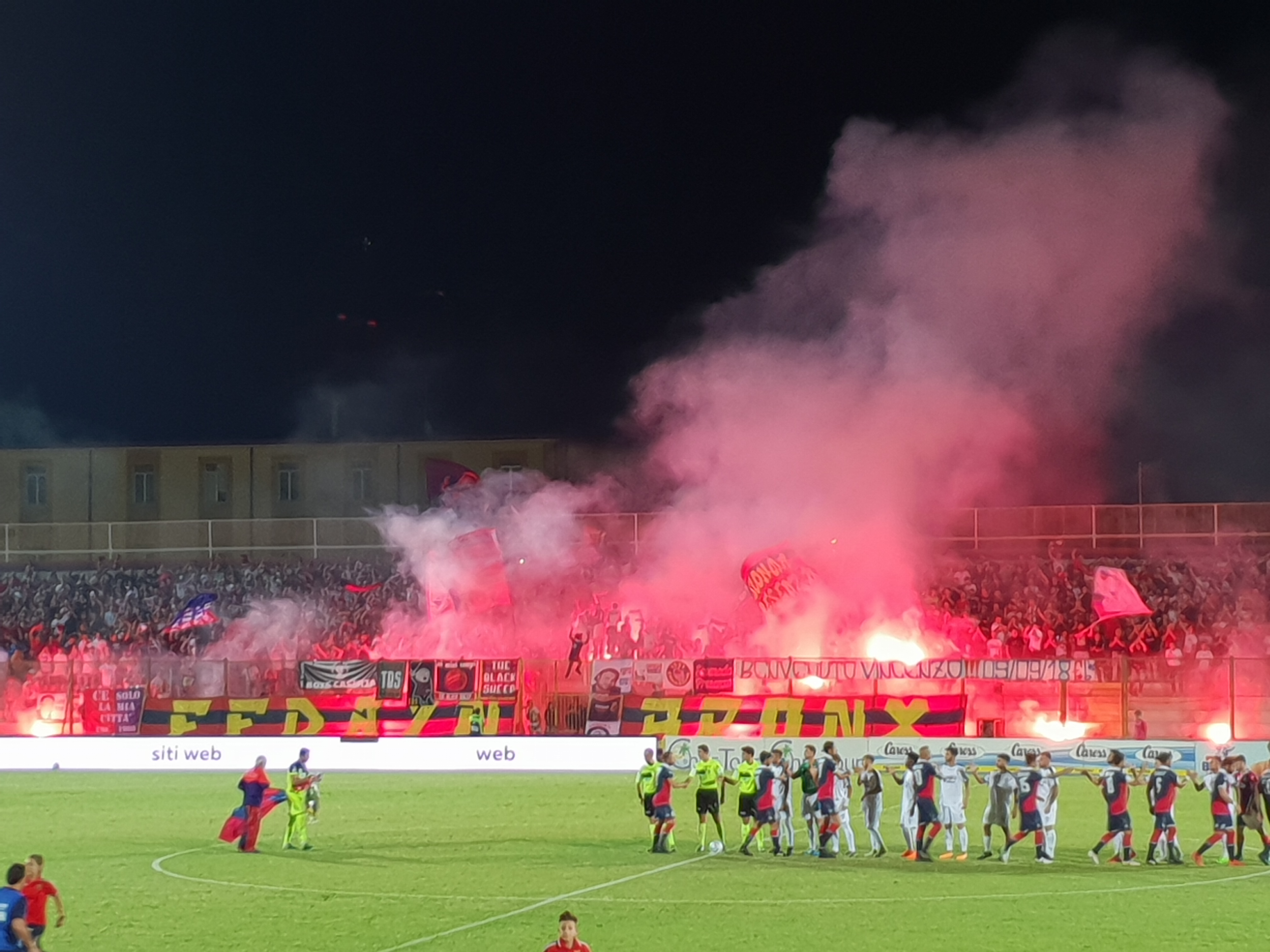
Ultras casertani contro la Cavese nel 2018-19. Si riconoscono Fedayn Bronx, The Black Sheep e Boys Caserta.

## Contesto

### Abbonamenti
I dati sono stati ricavati dai tabellini delle cronache dell'epoca.
| Stagione  | Nome della campagna abbonamenti              | Numero di abbonati                           |
| --------- | -------------------------------------------- | -------------------------------------------- |
| 1969-1970 |                                              | 1500 circa                                   |
| 1985-1986 |                                              | 1300 circa                                   |
| 1986-1987 |                                              | 1249                                         |
| 1988-1989 |                                              | 920                                          |
| 1991-1992 |                                              | 4883                                         |
| 1992-1993 |                                              | 1398                                         |
| 2013-2014 |                                              | 723                                          |
| 2014-2015 | Uniti si vince!                              | Non comunicato                               |
| 2015-2016 | #tuttifalchi                                 | 631                                          |
| 2016-2017 | Il mio posto è al tuo fianco                 | Non comunicato                               |
| 2017-2018 | Ostinatamente casertani                      | 746                                          |
| 2018-2019 | CEntodieci                                   | 938                                          |
| 2019-2020 | Fuori gli artigli                            | 1010                                         |
| 2020-2021 | Campagna abbonamenti non aperta per Covid-19 | Campagna abbonamenti non aperta per Covid-19 |
| 2021-2022 | Campagna abbonamenti non aperta per Covid-19 | Campagna abbonamenti non aperta per Covid-19 |
| 2022-2023 | Campagna abbonamenti non aperta per Covid-19 | Campagna abbonamenti non aperta per Covid-19 |
| 2023-2024 | Solo X te!                                   | 810                                          |
| 2024-2025 | Finché fiato avrò                            | Non comunicato                               |

## Orientamento politico
Dal punto di vista politico i supporters casertani hanno posizioni tradizionalmente vicine a quelle di sinistra; spesso infatti si sono espressi in tema di antirazzismo, supportando iniziative volte in tal senso e ospitando gli RFC Ska Lions, squadra di calcio amatoriale della città che si interessa proprio della lotta alle discriminazioni; hanno inoltre fatto parte, insieme alle tifoserie di Ternana, Ancona, Cosenza, Savona e Livorno, del Fronte di resistenza ultras, un'unione preposta a combattere l'ideologia di destra nelle curve italiane.
I Casertani hanno infine espresso posizioni critiche relativamente alle guerre in Afghanistan e Iraq negli anni Duemila, così come hanno intrapreso battaglie a carattere ambientalista, come fatto in occasione della mancata chiusura della discarica di Lo Uttaro.

## Fan club

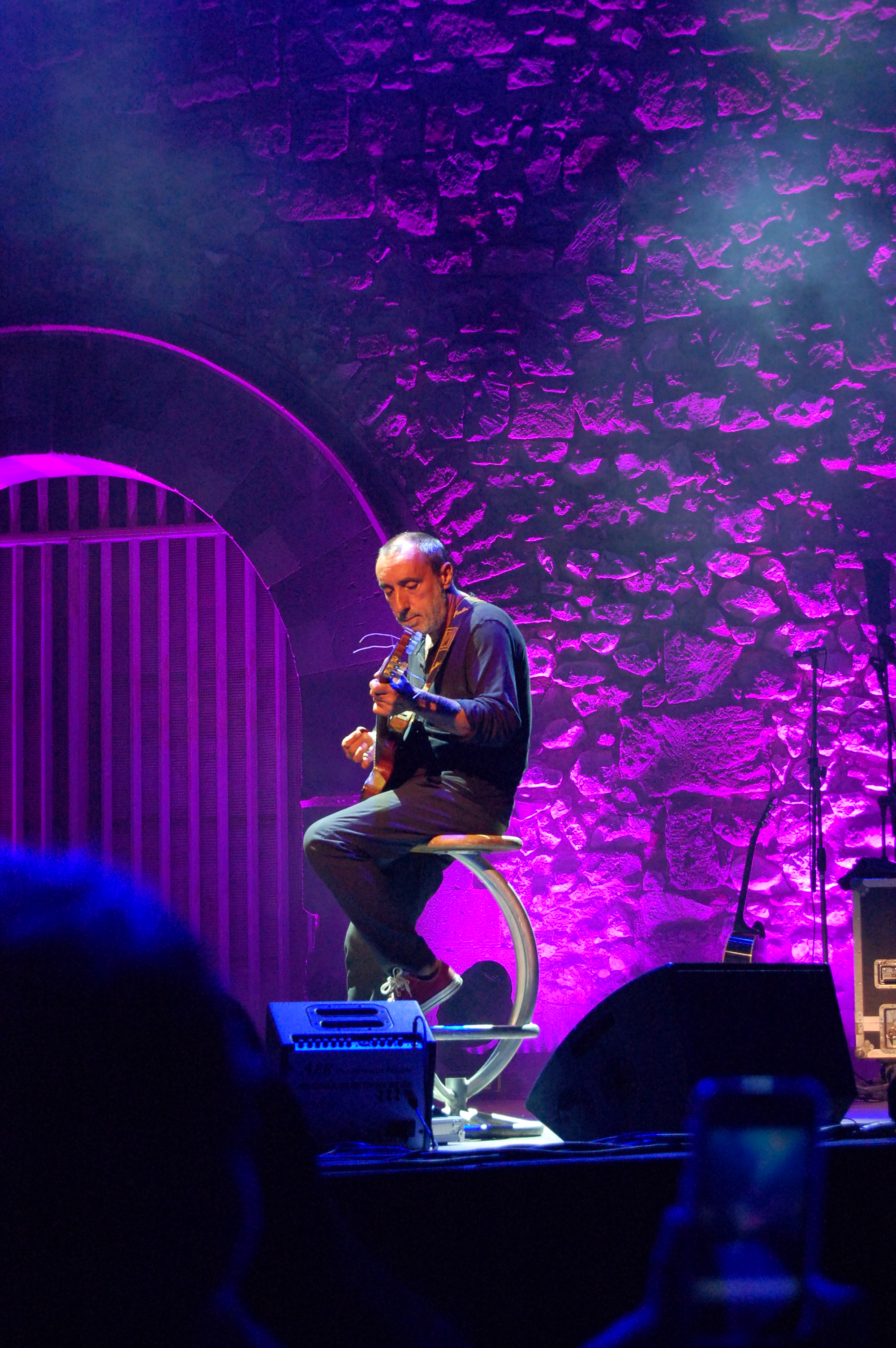
Il celebre chitarrista e arrangiatore casertano Fausto Mesolella (1953-2017), vincitore del 50º Festival di Sanremo con il gruppo Avion Travel, è stato un appassionato tifoso dei rossoblu.

Oltre che nel capoluogo, la Casertana presenta molti supporters anche in alcune aree della provincia. Particolarmente attivi, oltre ai già citati comuni di San Nicola la Strada, Maddaloni e Casagiove, sono anche Capua, Casapulla, Vairano Patenora, l'Alto Casertano (Galluccio e dintorni), Arienzo, Santa Maria a Vico e San Felice a Cancello, dove la sezione locale degli "Ultras S.F.A.C." ha, dopo molti anni, dato vita ad un club Casertana, inaugurato il 5 maggio 2015. Si è trattato del primo club aperto dopo il ritorno tra i professionisti. L'anno seguente ha visto la nascita anche del club Caserta Sud (area corrispondente al rione Acquaviva di Caserta e ai comuni di San Marco Evangelista e San Nicola la Strada, con sede in quest'ultimo), inaugurato il 13 aprile 2016. Il 27 ottobre 2016 i tifosi di San Marco Evangelista, con a capo gli ex componenti del gruppo Neds, decidono di mettersi in proprio e fondano un altro club nel loro comune intitolato alla memoria del tifoso Salvatore Guida. Circa un anno e mezzo più tardi (16 gennaio 2018) anche i tifosi del capoluogo decidono di dare vita ad un club in pieno centro cittadino, che viene così chiamato "Falchi in centro". All'inizio della stagione 2018-19, il 10 ottobre 2018, anche a San Prisco si assiste all'apertura di un club Casertana, molto tempo dopo una precedente esperienza negli anni ottanta e novanta. Il 29 novembre 2019 i tifosi di Casagiove danno vita al primo club nato a sostegno delle due storiche realtà sportive del capoluogo, la Casertana e la Juvecaserta, che per questo prende il nome di "Club Amici".
Tra gli anni Ottanta e il fallimento del 1993, i club Casertana della provincia (ma, grazie agli emigranti, anche di altre parti d'Italia) erano numerosi, al punto tale che esistevano due organi di coordinamento: il Centro Coordinamento Club (più sinteticamente CCC), che ha continuato ad operare sino alla seconda metà degli anni Novanta, e gli Associati Club Casertana, sorto per divergenze con il CCC. Tra gli storici club si ricordano quelli di Caserta (via Redentore, via Laviano, via San Carlo, club Boys Vanvitelli di via Fonton e quelli delle frazioni di Santa Barbara e San Clemente), Casagiove, San Nicola la Strada (club Franco Evangelista), San Marco Evangelista, Capodrise, Marcianise (GTE), Santa Maria Capua Vetere, San Prisco (inaugurato il 14 novembre 1982 e chiuso nel 1997), Casapulla, Recale, Sparanise, Cellole, Santa Maria a Vico, Arienzo, Macerata Campania, Vairano Scalo, Pignataro Maggiore, Portico di Caserta, Castel Morrone. Altro club che nacque in quel periodo fu quello di Cividale del Friuli (UD). Tra il 2003 e il 2013 i tifosi diedero vita al club Hawks Fans del rione Tescione, che raccoglieva tra gli altri anche alcuni ex componenti del gruppo Mods.
Durante la stagione 2019-20 i clubs operativi sono:
- Club Casertana San Felice a Cancello, dal 2015
- Club Casertana Caserta Sud (rione Acquaviva e San Nicola la Strada), dal 2016
- Club Casertana Salvatore Guida San Marco Evangelista, dal 2016
- Club Falchi in centro Caserta, dal 2018
- Club Casertana San Prisco, dal 2018
- Club Amici Casertana FC-SC Juvecaserta Casagiove, dal 2019

## Tifoseria organizzata

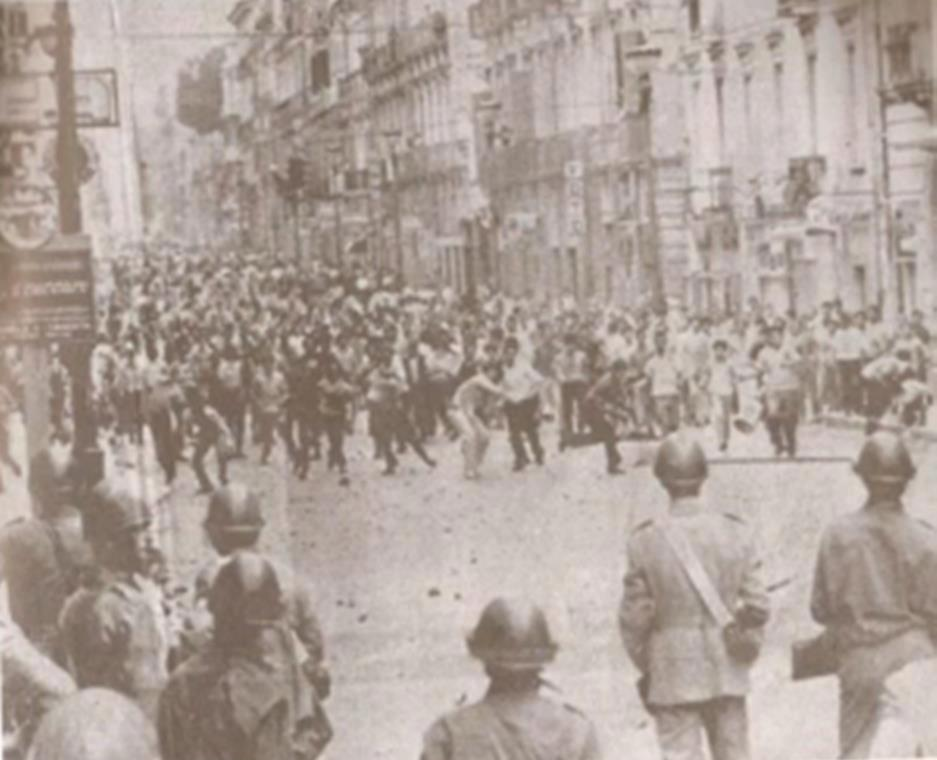
Gli scontri tra tifosi e polizia del 1969

La tifoseria casertana fu protagonista di episodi di violenza già nel 1969, nell'ambito di quella che sarebbe divenuta nota come Rivolta del pallone. Si trattò di un'insurrezione sollevatasi in pieno centro cittadino tra l'8 e il 10 settembre 1969, causata dalla mancata possibilità della Casertana di iscriversi al suo primo campionato di Serie B in quanto condannata per illecito sportivo; sollecitati dalle stesse autorità cittadine a protestare con ogni mezzo civile, i supporters rossoblù si resero protagonisti di diversi disordini, che si conclusero con oltre novanta arresti.
Sino agli anni Sessanta e Settanta i tifosi casertani tendevano ad esporre striscioni che esprimevano la provenienza dalle varie zone della città; solo successivamente, alla fine degli anni Settanta, cominciarono ad affacciarsi i primi gruppi caratterizzati da matrice ultras. Nacquero infatti prima il Commando Ultrà Gradinata, che occupava solitamente la parte centrale del settore distinti dello Stadio Pinto, e poi i Fedelissimi. All'inizio degli anni Ottanta i due gruppi si sciolsero, e il cuore del tifo si spostò in curva sud; in particolare, dalle ceneri dei Fedelissimi sorsero nel 1981 i Fedayn Bronx, inizialmente presenti con la dicitura Ghetto Acquaviva (dal quartiere in cui sono nati), che sono ancora oggi il gruppo trainante del tifo organizzato.

I Fedayn Bronx in curva nord nei primi anni novanta.

Gli anni Ottanta sono concisi con uno dei periodi più floridi dal punto di vista dei risultati per la compagine rossoblù, richiamando molto pubblico e favorendo la nascita di nuove fazioni: nacquero infatti i Crazy Boys (1982), il Cool Clan (1985), i Southern Boys (1988), le Brigate, i Boys Vanvitelli (dal nome dell'omonimo rione di cui sono originari), i Crips (1988), l'Inferno (1990, espressione della frazione di San Benedetto), il Gruppo Damigiana e i Mods Caserta (1990, originari del rione Tescione). Sino al 1990 gli ultrà hanno continuato a occupare la curva sud, mentre dalla stagione 1990-91 si sono spostati in curva nord per motivi di capienza, essendo quest'ultimo settore più ampio. Nell'estate 1991 la Casertana guadagnò la promozione in Serie B e, in virtù di un crescente entusiasmo, si costituirono diversi gruppi e sezioni di supporto (costituite perlopiù da giovani) distaccatesi dai gruppi maggiori. Tra questi si ricordano i New Rebels (1991), i Crazy Bulldog, le Menti Opache (1992), e le Anime Infette. Dalla provincia provenivano invece i Pessimi elementi (Maddaloni, anche noti come Wild Kaos), i Repoman (San Nicola la Strada) e i Boys Enzo Cuccaro (Macerata Campania, il loro nome era ispirato a quello del presidente del club e fautore della promozione).
Il fallimento del 1993 segnò una svolta negativa nel mondo ultras casertano, poiché in virtù di tanti anni tra i dilettanti e rischi continui di altri fallimenti si registrò una progressiva perdita di adesioni ai gruppi, che nella seconda metà degli anni Novanta si spostarono di nuovo in curva sud e poi nei distinti una volta dichiarata inagibile. Nei primi anni Duemila rimasero attivi, oltre ai Fedayn, solo i Boys Vanvitelli e i Crips, con l'aggiunta degli Autonomi, dei Fedelissimi (1999, da non confondere con l'omonimo gruppo degli anni Ottanta), dei South Kaos (nati nel 1994 a Casagiove), dei Neds e degli Sconvolti (entrambe esperienze di breve durata durante i primi anni 2000, i Neds di San Marco Evangelista si sciolsero per motivi familiari), seguiti poi da Rude Boys (2002) e Bad Boys (2003). Nel 2004 si sono sciolti i South Kaos, nel 2010 i Bad Boys e nel 2012 gli storici Crips.
Nel 2014 erano attivi due gruppi maggiori (Fedayn Bronx e The Black Sheep, quest'ultimo sorto sulle ceneri dei Crips), più alcune sezioni minori come le Nuove Leve, costituitesi stesso nel 2014 dopo la promozione dei Falchetti in Lega Pro, con lo scopo di crescere con la mentalità dei Fedayn Bronx, ancora gruppo portante del tifo casertano. Nello stesso anno si sono costituiti anche i Blood Brothers, che abitualmente popolavano la tribuna ma si sono sciolti nel corso del 2016.
Nell'estate 2016 si consumò una frattura nel tifo casertano, con la nascita di un gruppo dissidente chiamato Solo per la maglia che abbandonò i Fedayn Bronx e si spostò in tribuna, mentre il resto degli ultras continuò ad occupare il settore distinti in attesa di una ristrutturazione della curva sud. Nel 2017 nacque il gruppo dei Boys Caserta, che si pose al seguito delle varie realtà sportive cittadine (la Casertana, ma anche la VolAlto nella pallavolo e, principalmente, la Juvecaserta nel basket) che andò ad affiancare i Fedayn Bronx e i The Black Sheep nei distinti. Il 1º dicembre 2021 i The Black Sheep, dopo aver duramente contestato il presidente Giuseppe D'Agostino dapprima per aver richiamato senza un comunicato ufficiale il dirigente Aniello Martone e poi per la mancata iscrizione in Serie C dell'estate 2021, comunicarono il proprio scioglimento dopo 7 anni di militanza.
Durante la stagione 2022-23 i Boys Caserta, che inizialmente erano nati in seno al basket dai cui colori avevano mutuato una pezza bianconera, comunicarono di dedicarsi totalmente al seguito della Casertana e, pertanto, scelsero di identificarsi dietro una nuova pezza rossoblu. Sempre nel corso della stessa stagione alcuni giovani tifosi diedero vita al gruppo Way of Life, che trovò posto anch'esso nei distinti.
Il 5 novembre 2023, nella gara interna contro la Turris relativa al campionato di Serie C 2023-24, il tifo casertano si presentò compatto per la prima volta dal 2016, con il rientro nei distinti di tutti i gruppi organizzati. Al termine della stagione i Boys Caserta comunicano il proprio scioglimento per divergenze interne al gruppo stesso. Seguirò anche i Way of Life sciogliendo il gruppo.

### Tratti distintivi dei gruppi storici
- Fedayn Bronx: nati nel 1981 e sin dall'inizio elemento trainante del tifo rossoblù. Inizialmente erano originari dell'area sud di Caserta, cioè il rione Acquaviva (via Acquaviva e traverse), da cui la scritta Ghetto Acquaviva presente nei primi anni di attività. Il primo striscione esposto dai F.B. '81 presentava lo storico slogan «Quando il tifo è magia» e come simbolo aveva il disegno di un tifoso su sfondo bianco con delle stelle; in seguito il tifoso lasciò il posto ad una sola stella. Nel 1995 fece la sua comparsa una nuova versione dello striscione, che differiva dalle precedenti per la scritta gialla su sfondo a strisce orizzontali rosse e blu (prima era bianca) e che è tuttora in uso. Negli anni 2010, fino al 2015, lo slogan dei Fedayn è diventato «Resistiamo e non molliamo». A partire dal 2014 il nuovo simbolo distintivo degli ultrà casertani è composto da due semplici strisce rosso-blu verticali, ma sovente compaiono anche un fulmine o una bomba. Il 29 ottobre 2016, in seguito alle numerose diffide che li avevano colpiti nei giorni precedenti, annunciano con un comunicato la propria auto-sospensione in segno di protesta, durata circa un anno.
- Crips: fecero la propria comparsa nel 1988 e si sono sciolti nel 2012. Legati maggiormente alla sottocultura britannica casual, si sono contraddistinti negli anni per la produzione di materiale ultras (sciarpe soprattutto) particolarmente apprezzati dal punto di vista estetico. Avevano come slogan «Fuori dal coro» e il loro simbolo era un leone rampante.
- The Black Sheep: nati alla fine del 2014, inizialmente segnalavano la propria presenza con diverse pezze tra cui ne spiccava una con l'innovativa fantasia di tipo tartan rossa e blu. Nel 2018 la fervente attività del gruppo porta alla produzione di nuovo materiale, come uno striscione più lungo con la solita inconfondibile fantasia per le partite in casa (mentre la prima pezza viene utilizzata per le gare esterne) e una fanzine, denominata "La pecora nera", pubblicata a partire dalla fine del 2018. Il loro simbolo è Quincy Mr. Magoo.

### Cronologia
1981 - Nascita dei Fedayn Bronx
1988 - Nascita dei Crips
1991 - Nascita dei New Rebels
1994 - Nascita dei South Kaos
1994 - Nascita degli Autonomi
1995 - Scioglimento dei New Rebels
1998 - Scioglimento degli Autonomi
1999 - Nascita dei Fedelissimi
2003 - Nascita dei Bad Boys
2004 - Scioglimento dei South Kaos
2010 - Scioglimento dei Bad Boys
2011 - Scioglimento dei Fedelissimi
2012 - Scioglimento dei Crips
2014 - Nascita dei Blood Bothers
2014 - Nascita dei The Black Sheep
2016 - Scioglimento dei Blood Brothers
2016 - Nascita dei Solo Per La Maglia
2017 - Nascita dei Boys Caserta
2021 - Scioglimento dei The Black Sheep
2022 - Nascita dei Way of Life
2024 - Scioglimento dei Boys Caserta
2024 - Scioglimento dei Way of Life

## Gemellaggi e rivalità

### Buoni rapporti

#### Gemellaggi
La tifoseria casertana intrattiene diversi rapporti di gemellaggio o di amicizia con altre tifoserie:
- Cosenza (dal 1985)
- Ternana (dal 1983)

Cosenza
(Fanzine "Voce Ribelle".)

Casertani in trasferta a Cosenza nella stagione 1991-1992.

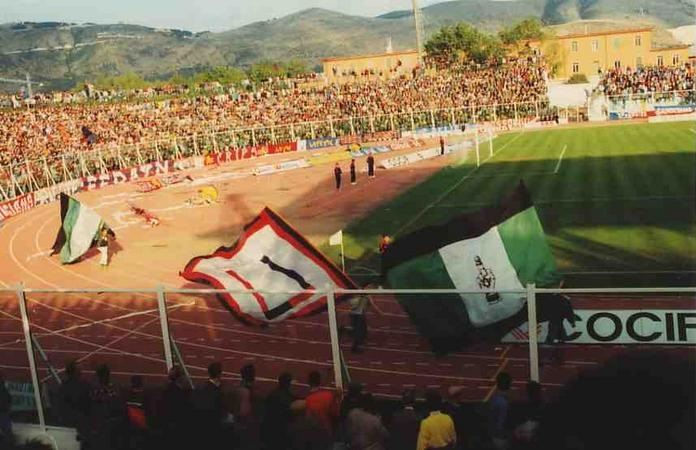
Gemellaggio tra Casertani e Avellinesi

Le basi del gemellaggio tra Casertani e Cosentini sono state gettate durante il primo raduno ultrà italiano, tenutosi in Provincia di Cosenza nei giorni 12-13-14 luglio 1985. Pochi mesi più tardi, il 17 novembre 1985, le due tifoserie si sono incontrate in occasione di Casertana-Cosenza, gara di andata del campionato di Serie C1 1985-1986, e in tale occasione i Fedayn Bronx si sono schierati in favore del gruppo ospite Nuclei sconvolti dopo che questi avevano subito un tentativo di furto di striscione da parti di altri elementi della tifoseria di casa. La sintesi del gemellaggio è raccolta nello storico slogan «Caserta Cosenza, nessuna differenza», che testimonia la condivisione non solo dei colori sociali ma anche degli ideali politici.

#### Amicizie
| - Avellino (ex gemellaggio) - Cassino (dal 1985) - Magonza (dal 2015) | - Marsala (dal 2010) - Messina (dal 1997) - Viribus Unitis |

Cassino
Deve la sua nascita a motivazioni storiche, dato che i Cassinati rivendicano la loro appartenenza culturale, anziché alla Ciociaria, all'antica provincia di Terra di Lavoro, di cui Cassino ha fatto parte fino al 1927 e di cui Caserta è stata capoluogo a partire dal 1818. L'amicizia tra le tifoserie si è concretizzata nel 1985; nel 1996 si sono sciolti i gemellaggi che legavano le due curve a quella frusinate, dando origine ad una doppia rivalità con essa. Il derby Casertana-Cassino viene talvolta etichettato come derby di Terra di Lavoro.
Magonza
L'amicizia con i tedeschi di Magonza nasce per caso durante una vacanza estiva e si protrae durante la stagione 2014-2015, quando nel derby di ritorno con il Benevento alcuni supporters biancorossi si mescolano senza striscioni ai Fedayn Bronx; poche settimane più tardi esprimono la loro vicinanza ai rossoblù in occasione della scomparsa dell'ultras Mario Cavallo con una serie di striscioni esposti in Germania. Nella stagione successiva gli visite tra le due tifoserie (che si incontrano al seguito di entrambe le squadre) si fanno sempre più frequenti e, nella trasferta contro il Lecce, i magonzani espongono ufficialmente per la prima volta i propri vessilli accanto a quelli casertani, mentre non mancano momenti di incitamento a distanza in occasione soprattutto di lutti o diffide. Anche in questo caso le due tifoserie sono accomunate dagli stessi ideali politici.
Viribus Unitis
Stretto durante la militanza della Casertana in Serie D, a cavallo tra gli anni Novanta e i primi Duemila.

### Reciproco rispetto
- Ilvamaddalena
- Livorno (dal 2018)

### Ex amicizie

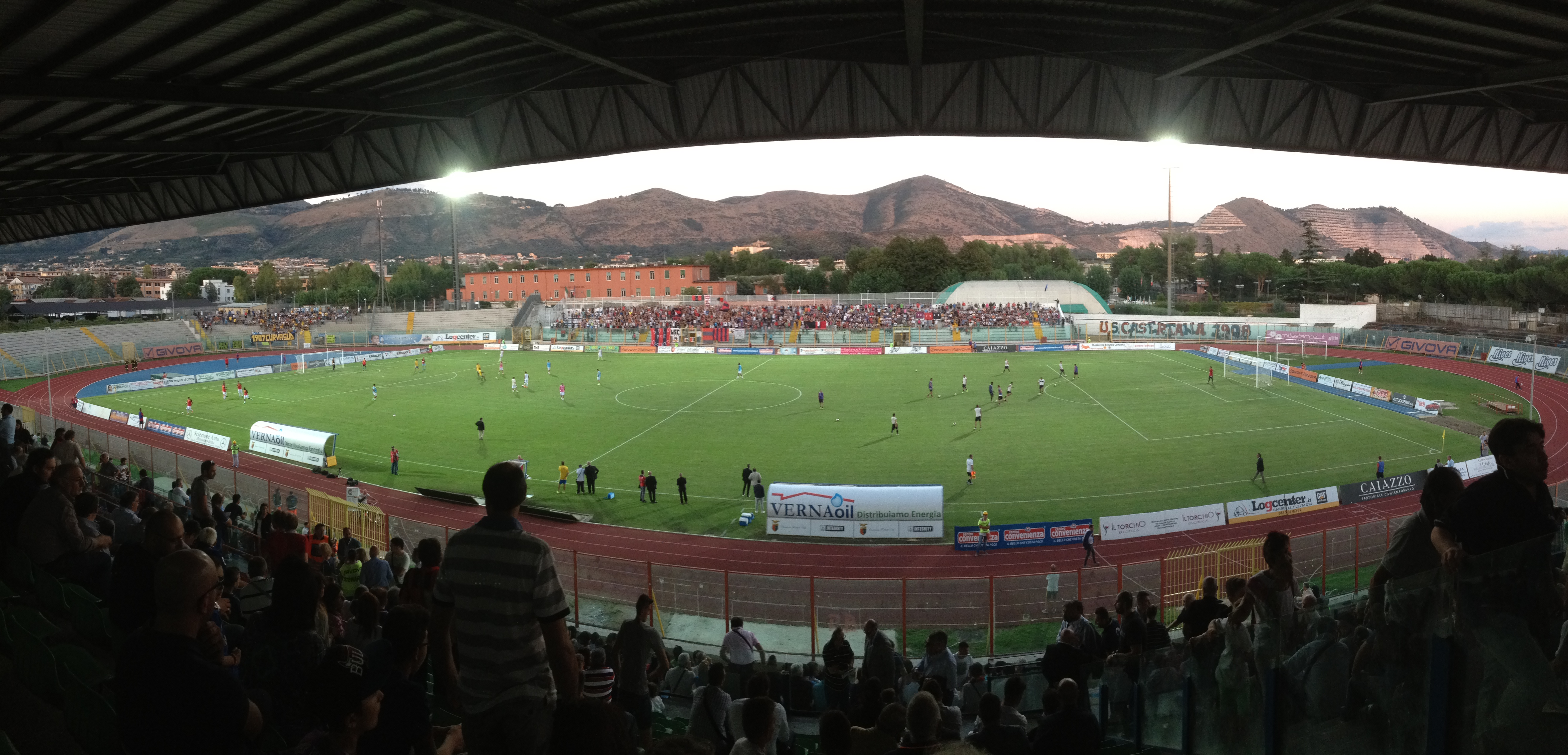
Un momento prepartita di Casertana-Juve Stabia del 2014-15 allo stadio Pinto, quando le due tifoserie condividevano una sentita amicizia.

- Frosinone (fino al 1997)
- Juve Stabia (dal 1986 al 2017)

### Rivalità

#### Rivalità principali
| - Salernitana (dal 1941) - Benevento (anni 70) - Savoia (dal 2004) |

Salernitana

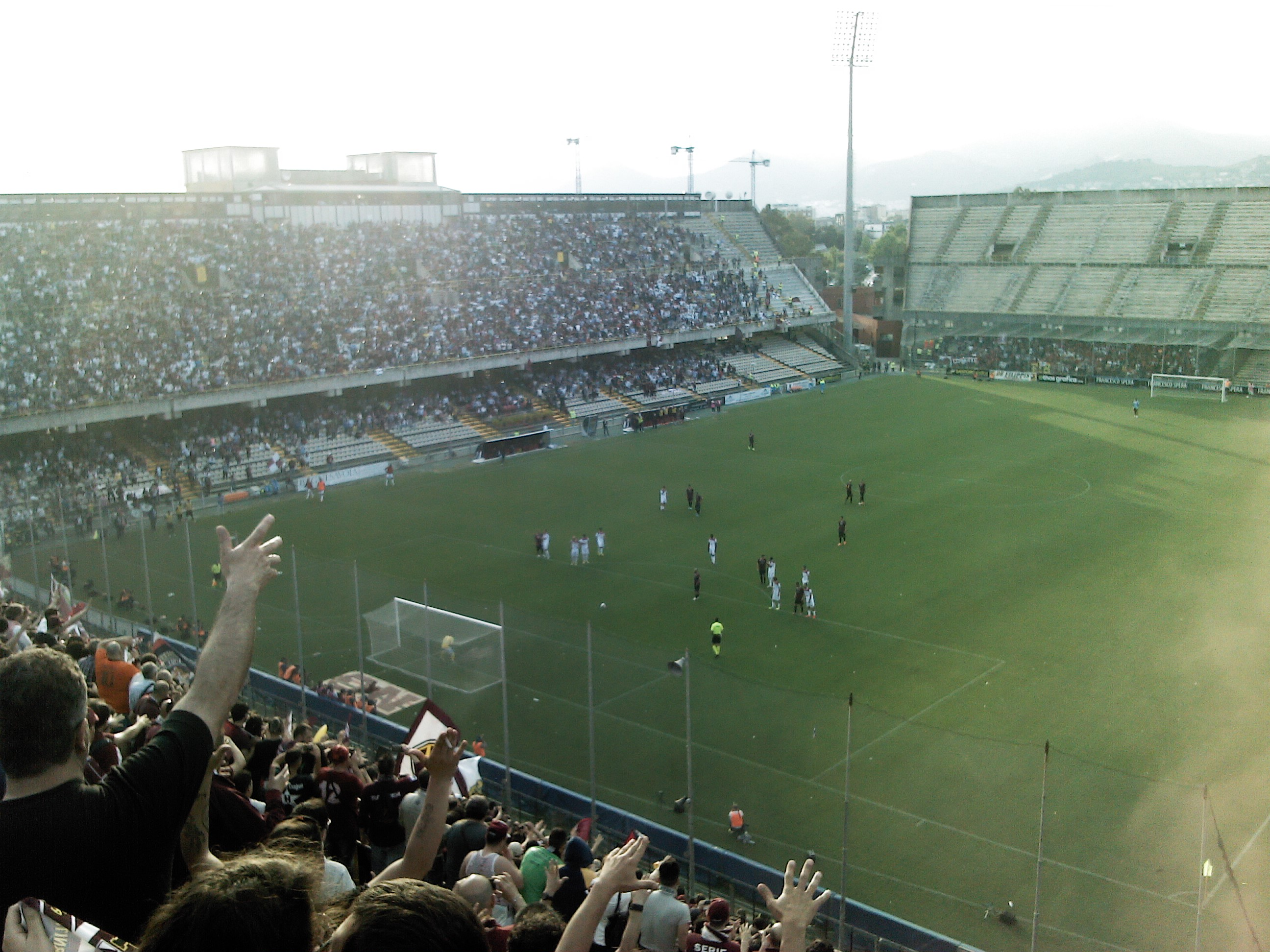
Derby con la Salernitana giocato allo stadio Arechi nel 2014-2015. I tifosi casertani occupano la parte inferiore della curva opposta.

La rivalità con i supporters Salernitani resta una delle più sentite dai Casertani. Fu subito rivalità dal primo incontro storico tra le due squadre nel campionato Serie C 1941-1942 disputato a Salerno: sul risultato di 5-2 per i granata, il calciatore Casertano Mario Fusco (che da quel momento si guadagnò il soprannome di Mario Cazzotto) schiaffeggiò l'arbitro, colpevole di avergli annullato un gol, dopodiché i tifosi rossoblu invasero il campo di gioco. Dopo la nascita del movimento ultras nelle due città, le due squadre si trovarono a lungo a competere per gli stessi obiettivi e le tifoserie ne risentirono: nel 1982-1983 a Caserta i tifosi di casa, istigati dai calciatori, ferirono il direttore di gara con il lancio di oggetti, colpevole di aver concesso allo scadere un rigore dubbio alla squadra avversaria permettendogli così di pareggiare, la tifoseria ospite uscita prima del fine partita, distrusse diverse auto ma a farne le spese fu solo un piccolo gruppo di tifosi granata tra cui il capo ultrà "siberiano" che fu vittima di un vero linciaggio. Si verificarono violenti scontri tra le forze dell'ordine e la tifoseria Casertana anche nel 1989-1990 in via Irno a Salerno e nel 1992-1993 dove un pullman di tifosi rossoblu fu vittima di una sassaiola da un cavalcavia autostradale. Durante il derby di ritorno del campionato 2014-2015 gli ultrà granata hanno infine tentato un assalto al pullman che trasportava i rivali, causando 34 daspo (22 per i tifosi di casa, 12 per gli ospiti).
Savoia
La rivalità tra casertani e savoiardi nacque nel 2004, durante la gara di ritorno della semifinale play-off di Serie D. Nonostante all'andata non si fossero verificate grosse schermaglie, al ritorno le due tifoserie si scontrarono sia fuori che dentro lo stadio. Le violenze si protrassero persino in campo, con l'invasione da parte di alcuni ospiti e la conseguente risposta degli ultras rossoblu. A farne le spese furono anche un addetto alla sicurezza, aggredito dai Savoiardi, il calciatore Marco Vitiello e il massaggiatore Vincenzo Chirulo, entrambi oplontini. Al termine dell'incontro, continuato solo pro forma per motivi di ordine pubblico, furono presi provvedimenti disciplinari tra i quali la sconfitta per 3-0 a tavolino a entrambe le squadre. Il Savoia poté accedere alla finale in virtù del risultato dell'andata. Casertani e Savoiardi si sono poi incontrati solo nel 2014-2015, ma entrambi i matches sono stati vietati alle tifoserie ospiti.

#### Altre rivalità di rilievo
| - Catania - Cavese (dal 1986) - Fidelis Andria (dal 1991) - Frosinone (dal 1997) - Gladiator (dal 2001) | - Ischia - Juve Stabia (dal 2017) - Nocerina - Nola (dal 1990) - Paganese (dal 2001) | - Palmese (dal 1998) - Perugia - Pescara (dal 1983) - Taranto (dal 1969) |

#### Rivalità minori
| - Acireale (dal 2010) - Barletta - Battipagliese - Boys Caivanese | - Brindisi (dal 1986) - Campobasso - Casarano (dal 1987) - Civitavecchia (dal 2012) | - Ebolitana (dal 1999) - Ercolanese - Foggia (dal 1984) - Giarre (dal 1991) | - Giulianova - Monopoli - Palermo - Puteolana | - Sorrento - Turris (dal 2009) - Siracusa (dal 2017) |

### Derby provinciali
L'elenco raccoglie le squadre con cui la Casertana ha giocato derby provinciali almeno in Serie D, eccezion fatta per il Gladiator già menzionato tra le rivalità.
| - Albanova - Real Marcianise / Progreditur Marcianise - Aversa Normanna - Maddalonese |

Sebbene si tratti di derby giocati in più di un'occasione, i Casertani restano abbastanza indifferenti alle tre tifoserie. Solo con gli ultras marcianisani i rapporti sono cordiali ma comunque non si può parlare di un'amicizia ufficiale: le due fazioni si trovano spesso ad assistere fianco a fianco alle amichevoli tra le due squadre (dopo la radiazione del Real Marcianise la tradizione sportiva della città è proseguita con il Progreditur Marcianise) e, durante la militanza dei gialloverdi in Lega Pro Prima Divisione, hanno condiviso lo stadio Alberto Pinto per l'inagibilità temporanea del Progreditur. Nell'estate 2010 si paventò addirittura l'ipotesi di fusione dei due sodalizi e, di conseguenza, delle due tifoserie.
Negli anni '90 con i tifosi dell'Aversa Normanna intercorrevano buoni rapporti. Va ricordato che i Casertani, con le loro pezze a sostegno, affiancarono gli Aversani nell'importante sfida tra Real Aversa e Benevento in Serie D, risalente alla stagione 1990/1991. Gli Aversani ricambiarono la visita in un Casertana-Palermo nella stagione 1991/1992, anno della serie B dei rossoblù, esponendo le loro pezze nella Curva Sud dello stadio Pinto di Caserta. In seguito al fallimento di entrambi i club e col ricambio generazionale nelle due curve, c'è stato un progressivo allontanamento tra le tifoserie che non si sono più incontrate fino alla stagione 2013-2014 in Lega Pro. Nonostante sia sempre un derby molto sentito, attualmente tra le due tifoserie c'è un rapporto di reciproca indifferenza.
I derby giocati con la Maddalonese risalgono agli anni quaranta, prima della nascita del tifo organizzato. Ad ogni modo, nonostante non vi siano stati incontri ufficiali dal 1950, la tifoseria granata guarda con molta simpatia a quella del capoluogo, tanto che alcuni esponenti (senza esposizione di striscioni) sono presenti sui gradoni del Pinto, compatibilmente con gli incontri della propria squadra.